# 英巌寺
英巌寺（えいがんじ）は、下野国河内郡宇都宮城内の不動組（現・栃木県宇都宮市花房本町）に存在した、臨済宗の仏教寺院。宇都宮藩主・戸田氏の菩提寺で、廃寺になった後、戸田氏の墓所が整備された。跡地の大部分は私有地と化したが、一部が英巌寺児童公園として残されている。

## 歴史

### 創建と移転（1601-1710）
慶長6年（1601年）、戸田尊次は田原藩1万石を得て、三河国田原城主となった。同年または翌慶長7年（1602年）に、田原城内に英巌寺が建立された。尊次は、父・戸田忠次が臨済宗妙心寺派の乾瑞和尚に帰依したことから、京都の妙心寺より天門宗理大和尚を招いて開山し、忠次を開基とした。（開山を雪叟とする説もある。）寺名の「英巌」は、尊次の父・戸田忠次の戒名「泰平寺殿英巌玄雄大居士」から取ったもので、寺の建立と同時に戒名を「英巌寺殿傑秀玄雄大居士」に改めた。山号は、田原城の守護神である蔵王権現にちなみ、蔵王山とした。
田原藩3代藩主の戸田忠昌は寛文4年（1664年）に肥後国富岡に転封となり、天和2年（1682年）に武蔵国岩槻、貞享3年（1686年）に下総国佐倉へと移った。更に忠昌の子・戸田忠真は元禄14年（1701年）に越後国高田へと所替えになった。戸田氏は移封の都度、英巌寺を移動させたので、これら転封先にも英巌寺が建てられた。高田時代の宝永5年（1708年）には白隠慧鶴が英巌寺に入門し、性徹（しょうてつ）和尚の下で、師は認めていないものの大悟を得たと自称した。この時の白隠は大悟したことに慢心しており、信濃国飯山の正受庵の道鏡慧端から厳しい手ほどきを受けて、真の悟りの境地に至った。

### 宇都宮移転後（1710-1868）
宝永7年（1710年）、忠真の宇都宮への転封に伴い、英巌寺も越後高田から宇都宮に移された。宇都宮の英巌寺の境内は数千坪に渡る広大なもので、現代の花房本町2番街区全域と、西に隣接する国道119号（東京街道）、花房二丁目2番街区まで広がっていた。山門は東向きに立ち、敷地には位牌堂や僧堂などの堂宇が建ち並んでいた。英巌寺は位牌を安置して供養する寺とされたため、墓地を持たず、英巌寺で葬儀を執り行った藩主は江戸・牛込（現・東京都新宿区神楽坂）の松源寺の墓地に埋葬し、主要藩士は各々の所属する宇都宮城下の寺院に埋葬した。
寛延2年（1749年）、戸田忠盈は松平忠祇と入れ替わりで肥前国島原への転封を命じられ、英巌寺も一旦は島原へ移った。宇都宮に残された堂宇は、島原から所替えされた深溝松平家の菩提寺である本光寺として利用された。
安永3年（1774年）、深溝松平家と戸田氏は再び宇都宮と島原を入れ替えることになり、英巌寺は元の場所に復帰した。以来、幕末まで寺領が与えられ、守り継がれた。また、島原の英巌寺跡には、「英巌寺山」という地名が残った。
江戸時代後期の儒学者・蒲生君平は、英巌寺の住職・節山和尚と姻戚関係にあり、仏教排撃をめぐって激論を交わした後、和尚に詫び状を送った。この詫び状は、君平の姉が森田伊右衛門に宛てた書状とともに、「紙本墨書掛軸（蒲生君平等）」の名称で、宇都宮市有形文化財に指定されている（1964年〔昭和39年〕5月28日指定）。
嘉永5年10月16日（1852年11月27日）、御霊屋が建て替えられ、藩士に拝礼席順が申し渡された。この時の記録によると、御霊屋には戸田家歴代の位牌が安置され、身分によって入ることが許される部屋が異なっていた。また、寺の外周には板塀と堀が巡らされていた。

### 戊辰戦争と廃寺（1868）
慶応4年4月19日（1868年5月11日）、秋月登之助と土方歳三が指揮した旧幕府軍の前軍は宇都宮城下の南東から攻め入り、宇都宮城を落城させた（戊辰戦争・宇都宮城の戦い）。新政府軍に就いていた宇都宮藩は城に放火して退却し、家老の県信輯率いる主力隊と藩主・戸田忠恕ら数名に分かれて館林城下へ向かった。宇都宮藩と館林藩が姻戚関係にあったためである。この戦いの際、旧幕府軍は英巌寺に放火し、堂宇は倉庫を残してすべて焼失した。この際、庫裏に幽閉されていた元老中の板倉勝静と息子の勝全が旧幕府軍によって救出された。板倉は旧幕府軍に与し、「家康公に対して恐れ多い」という理由で大鳥圭介に日光を戦場としないよう申し入れた後、箱館まで戦った。
英巌寺は焼失したまま廃寺となり、報恩寺へ統合された。英巌寺本尊の釈迦如来は、報恩寺に安置された。
宇都宮城の戦いの後、宇都宮藩は城を奪回したが、藩主・忠恕は度重なる苦難ゆえに病にかかり、奪回から2か月後に亡くなった。忠恕の葬儀は英巌寺の跡地で神葬祭にて執行され、後に戸田忠友が初代神官を務めた栃木県護国神社の祭神として祀られた。

### 史跡としての保存（1868-）

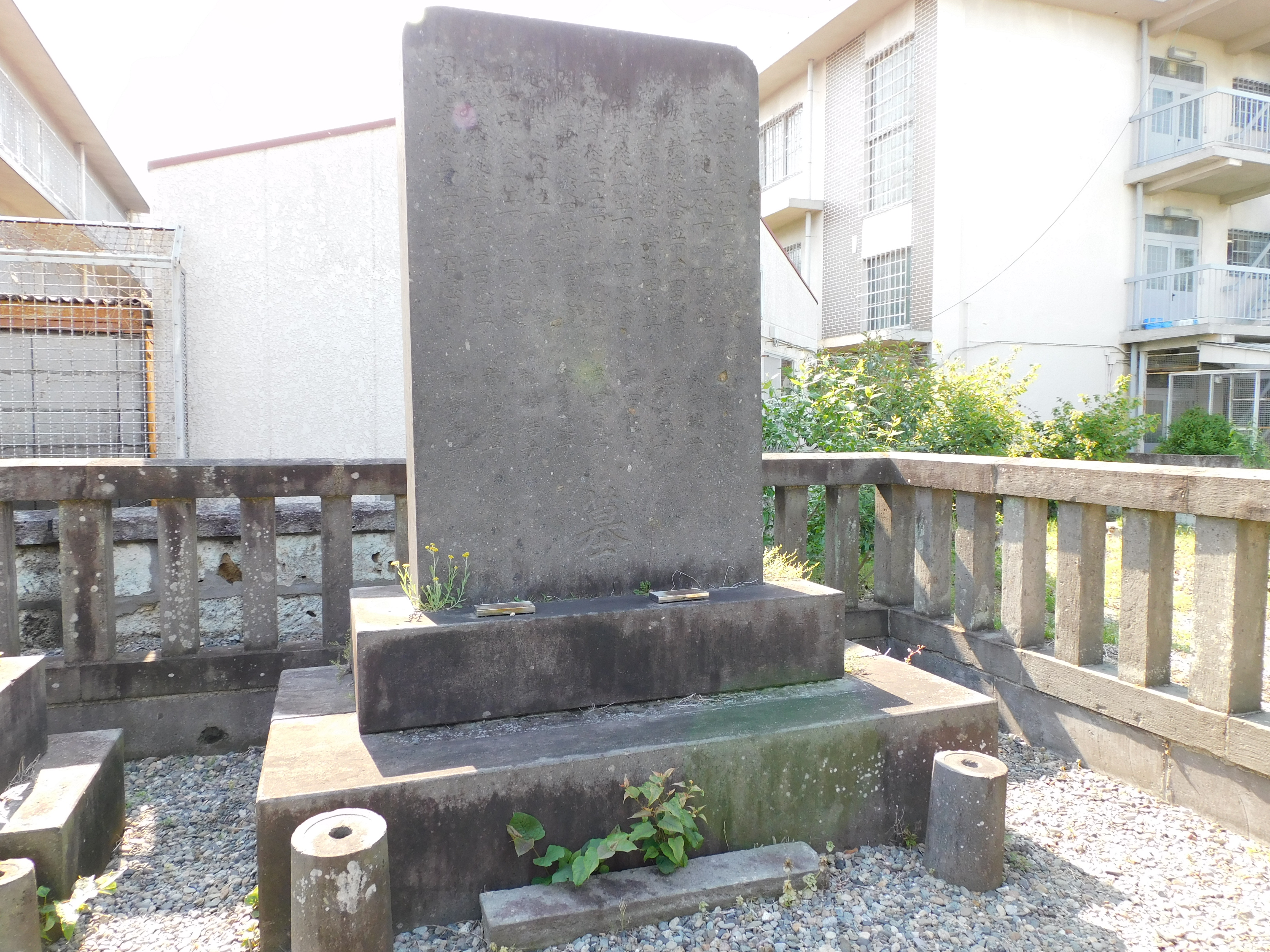
合葬墓碑

1875年（明治8年）、寺跡に鉄製の鳥居が建てられた。1892年（明治25年）には、先祖が戸田忠延から拝領したウメを斎藤清公が寺跡に植え、「梅樹献木之碑」を建てた。1908年（明治41年）、藩主の墓が置かれていた松源寺が東京府中野町（現・東京都中野区上高田一丁目）へ移転することになったため、同年4月に英巌寺跡へ改葬された（合葬墓碑）。
昭和戦前期までは、英巌寺跡の周囲に人家はまばらで、畑や竹藪が広がっていた。旧境内は土手に囲まれ、芝生が広がり、墓碑の周囲には数基の灯籠が立ち、南方に御霊屋があった。御霊屋では、毎年「英巌寺祭り」が捧げられ、神職らが神楽を奏でた。寺跡はウメの名所として親しまれたほか、小学校の遠足の目的地となった。祭りは1942年（昭和17年）を最後に途絶した。
第二次世界大戦後、寺跡は猫の額ほどの広さの敷地だけが残り、荒廃が進んだ。戸田氏の子孫である戸田忠和は東京に移り、先祖の墓を東京へ改葬し、英巌寺跡の土地の処分を考えるようになった。このことを1961年（昭和36年）3月に忠和本人から聞いた郷土史家の徳田浩淳は、藩士の子孫や市民有志に呼び掛けて、史跡を残す運動を開始した。その一環として、1962年（昭和37年）10月28日に、途絶えていた祭りを復活させた。市民運動には、栃木県議会議員で幼少期に英巌寺を何度も訪れていた大野陽一郎が参加したことで弾みが付き、1964年（昭和39年）4月24日の英巌寺墓前祭で英巌寺史跡保存会が発足した。この間に戸田氏の子孫は宇都宮に先祖の墓を残すことを了承し、1967年（昭和42年）9月25日に英巌寺跡の土地を宇都宮市に譲渡する契約を締結し、英巌寺跡の市の史跡指定を申請した。
保存会が市への土地譲渡に向けて手続きを進めているうちに、英巌寺跡が四方を他者の土地（=囲繞地〔いにょうち〕）に囲まれた、公道に接していない袋地であることが判明した。保存会のメンバーは、囲繞地の所有者と交渉し、公道へつながる通路の確保を試みた。通路の土地を提供する代償として、囲繞地の所有者は通路の3倍の面積の土地を英巌寺跡から提供するよう要求したが、保存会は通路と同じ面積しか提供できないことや、囲繞地通行権を主張したことで交渉は決裂し、1967年（昭和42年）夏に裁判に持ち込まれることとなった。同年末に判事は調停に応じるよう要請し、1968年（昭和43年）2月19日に現地調停が成立した。
こうして諸問題が解決し、1968年（昭和43年）6月10日に戸田忠和から宇都宮市に土地の所有権が移され、1971年（昭和46年）7月31日に墓碑・石碑、鳥居、樹木など英巌寺跡にある地上物件一式が市に寄付された。この間、1971年（昭和46年）2月24日に、「宇都宮城主戸田家の墓所」として宇都宮市の文化財（史跡）に指定された。なお、周辺の地名「花房」は、英巌寺の「英」の字を「はなぶさ」と訓読みし、「花房」という漢字を当てて命名された。

## 英巌寺児童公園
廃寺になった後、旧境内の大部分は私有地となったが、戸田氏の墓を中心とする英巌寺児童公園（宇都宮市役所による表記は「英厳寺児童公園」）として旧境内の一部が残されている。公園の面積は1,628.64 m2であり、周囲を建物に囲まれている。
国道119号（東京街道）上にある滝沢病院前バス停から、滝沢病院の北に隣接する道路を東に入り、50 mほど進むと、右手（南側）に英巌寺跡への入り口がある。（この道路は自動車の一方通行規制があり、東京街道から自動車で進入することはできない。）入り口には「戸田家菩提所英巌寺史跡」と刻まれた大きな石柱が建つ。ここから路地に入っていくと、鉄製の鳥居が現れる。
公園の入り口に建つ鉄製鳥居から見て正面に戸田忠恕の墓があり、戸田忠友の墓と合葬墓碑もある。ほかにも水戸之役戦功之碑や、イヌツゲ・サルスベリの古木がある。
門碑
英巌寺跡への入り口に建つ石碑（石柱）で、表面に「宇都宮城主戸田家菩提所 英巌寺史跡」の文字がある。英巌寺史跡保存会が企画・建立したもので、碑の側面には保存会メンバーの名の上に、当時の宇都宮市長・小池嘉子（こいけ よしたね、男性）の名が刻まれ、反対側の側面には建碑に寄付を寄せた戸田忠和（藩主の子孫）、船田中（衆議院議長）、横川信夫（栃木県知事）、大野陽一郎（栃木県議会議員）らの名が刻まれている。碑面には「昭和四十三年四月二十四日」という日付の刻印があるが、実際に碑面の文字が彫られたのは同年秋で、建てられたのは1971年（昭和46年）5月のことである。保存会は、ここまで遅れたのは、市側が公園整備の未了を理由に、碑の建立を許可しなかったからだと述べている。
水戸之役戦功之碑
天狗党の乱と宇都宮藩との関わりについて記した碑。漢文で書かれており、篆額は戸田忠友の書、碑文は藤田安義の書で、戸田香園が撰文した。1894年（明治27年）4月建立。

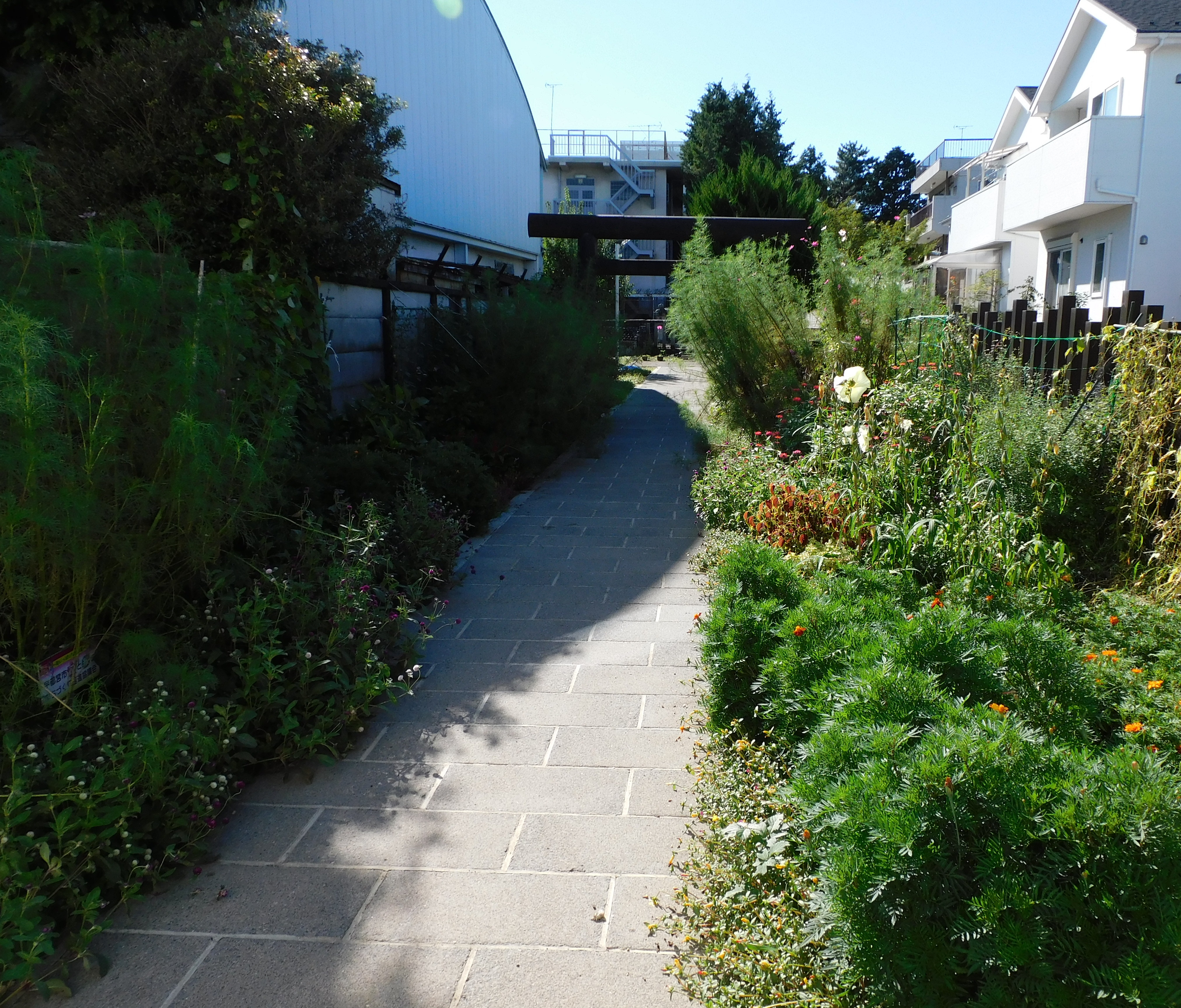
通路と鉄製の鳥居
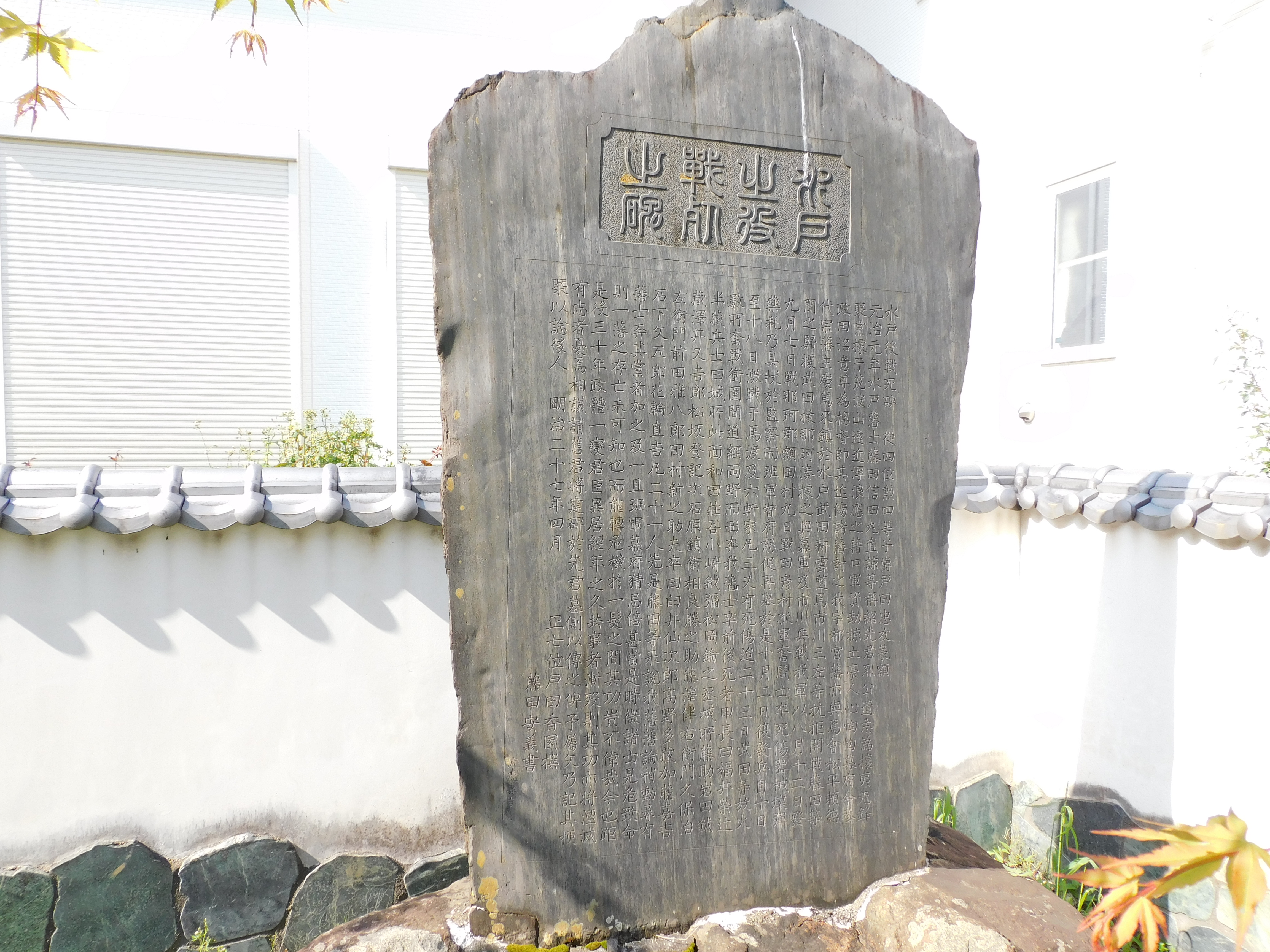
水戸之役戦功之碑

### 宇都宮城主戸田家の墓所
入り口に建つ鉄製鳥居から見て正面に戸田忠恕の墓、その左（南）に戸田忠友の墓、さらにその左に戸田氏11人の合葬墓碑がある。1971年（昭和46年）に「宇都宮城主戸田家の墓所」として宇都宮市指定文化財（史跡）になった。
宇都宮侯忠烈戸田公之墓（うつのみやこう ちゅうれつ とだこうのはか）
戸田忠恕の墓。鉄製鳥居の正面にある。亀趺（きふ）と呼ばれる、貴人のみに建立が認められていたカメの形をした台石の上に墓碑が建つ。
「従二位勲三等子爵戸田忠友」墓
宇都宮藩最後の藩主・戸田忠友の墓。戸田忠恕の墓の左手（南側）にある。
合葬墓碑
戸田尊次以下、忠能、忠昌、忠真、忠余、忠盈、忠寛、忠翰、忠延、忠温、忠明の11人の墓。うち尊次、忠能、忠昌の3人は宇都宮藩主を務めたことはない。碑面には11人の名に加えて、忠能の正室・九鬼久子ら9人の内室の名が戸田氏歴代の名の下に刻まれ、碑の裏面には各人の没年月日が記されている。1908年（明治41年）4月に松源寺から当地へ改葬された。戸田忠恕の墓の左手（南側）にあり、更に南には戸田氏の関係者46人の名を連記した墓碑がある。合葬墓碑と同様に、墓碑の裏面に各人の没年月日が記されている。

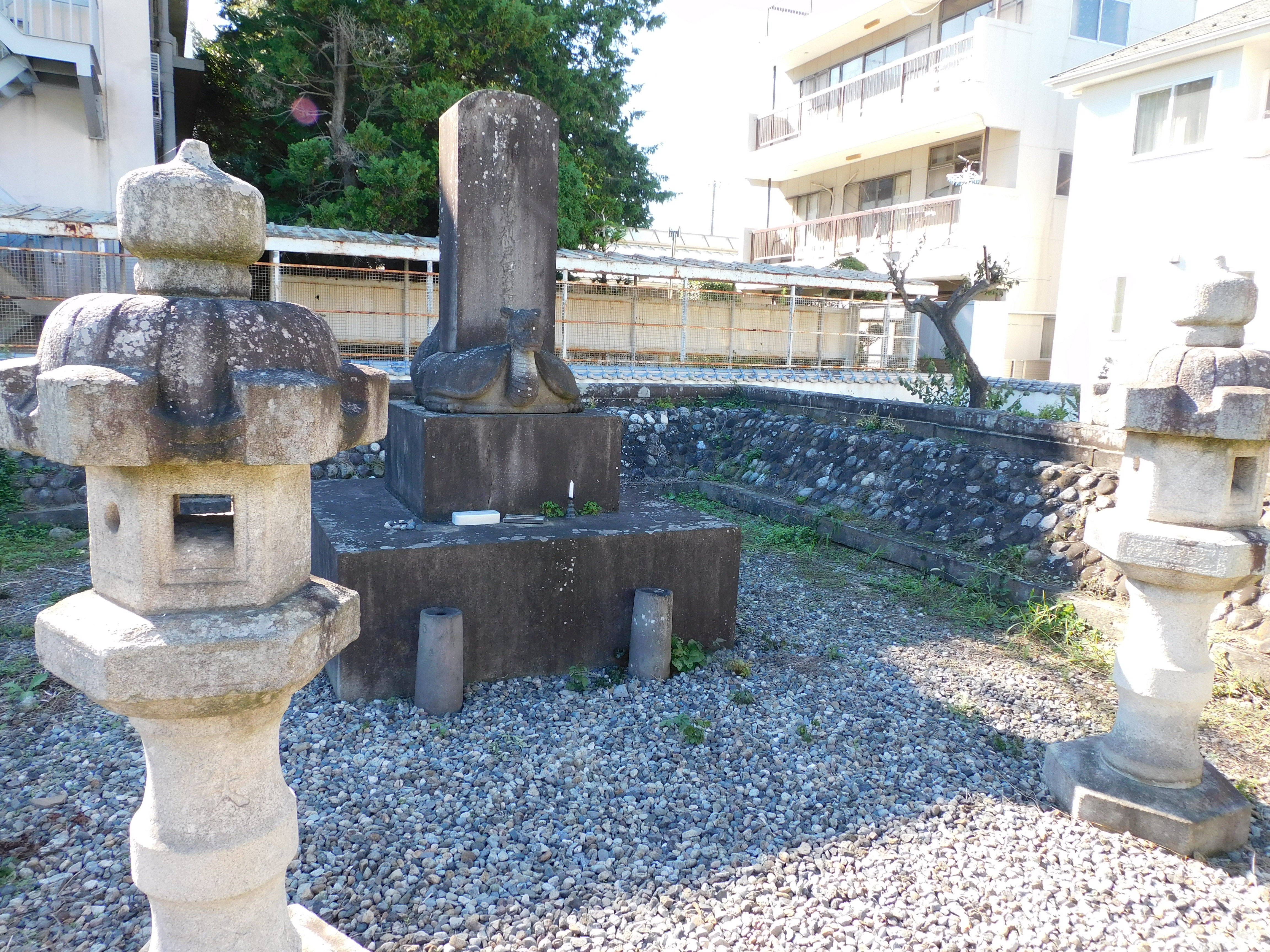
戸田忠恕の墓
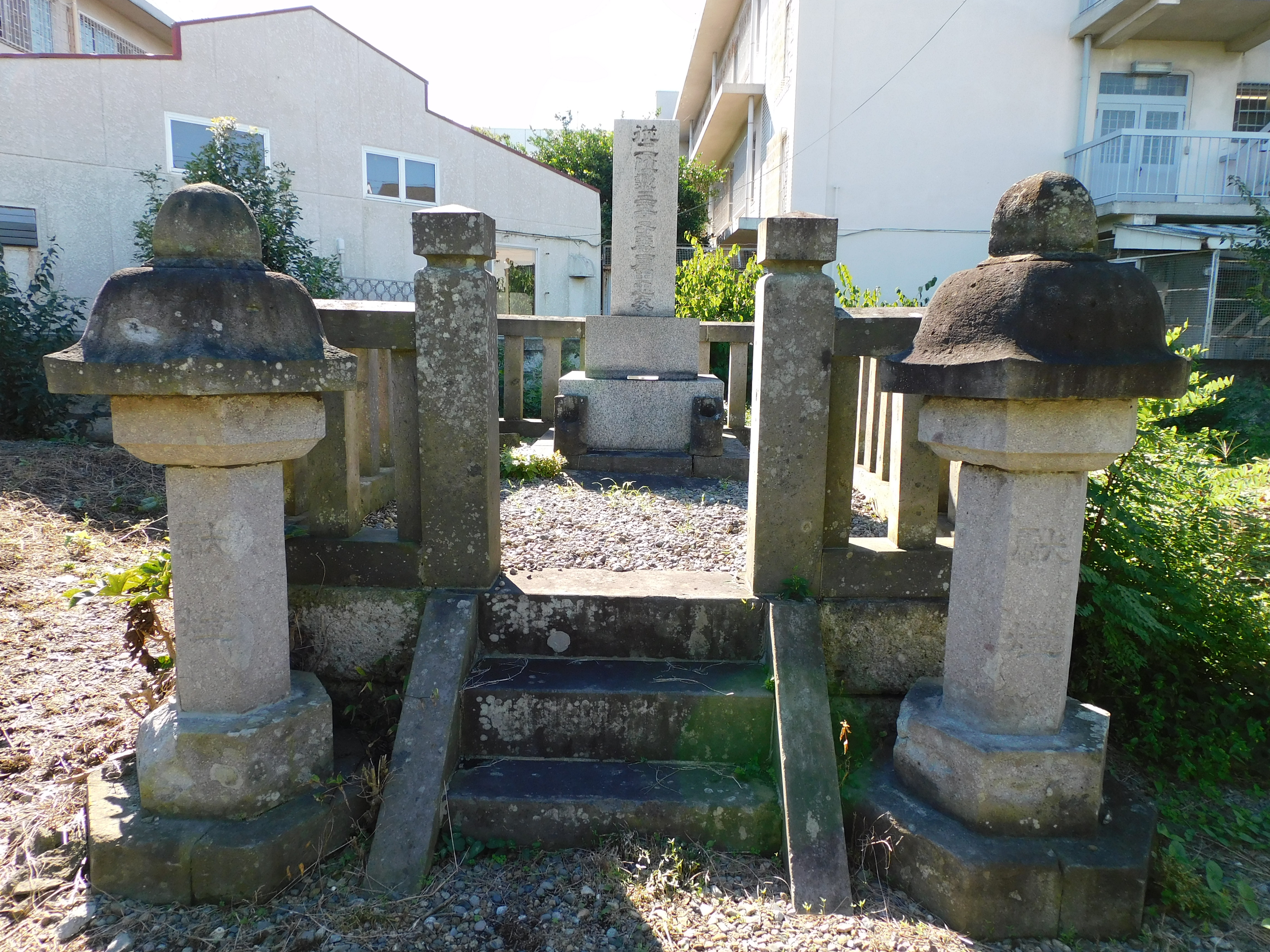
戸田忠友の墓

### 樹木

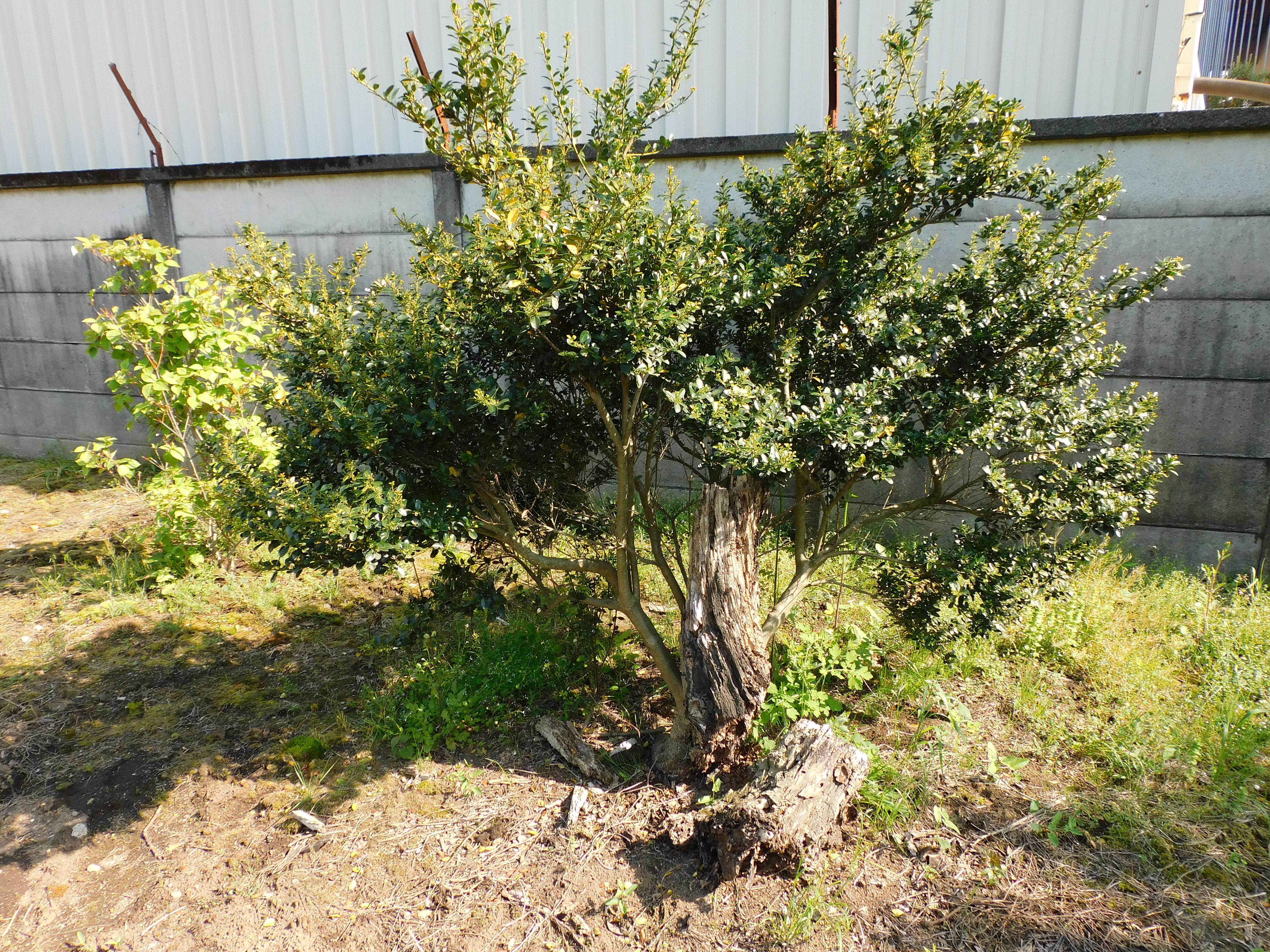
イヌツゲ

「英巌寺のイヌツゲ」は、英巌寺が戸田氏の菩提寺として現役であった頃から存在し、1982年（昭和57年）の調査で樹高8.5 m、周囲1.4 m、樹齢約300年とされたイヌツゲの巨木であった。1972年（昭和47年）12月8日に宇都宮市指定天然記念物となった。寺があった頃から唯一現存する貴重なものであり、あまり大きくならないイヌツゲの中では大きいため珍しい存在であった。
「英巌寺のサルスベリ」は、英巌寺のイヌツゲと並び植栽されている古木で、樹高5.0 m、周囲1.8 mである。文化財指定は受けていない。
ほかにも園内には数本のウメの木がある。このウメは、斎藤清公が1892年（明治25年）に植えたものであり、先祖の宇都宮藩士・斎藤清房（友説）が藩主の戸田忠延から授かったという。